# Canal de Marseille au Rhône
Der Canal de Marseille au Rhône ist ein Schifffahrtskanal im Süden Frankreichs. Der Meereskanal verbindet den Hafen von Marseille mit dem Étang de Berre. Seit dem Einsturz eines Teils des Tunnel du Rove am 17. Juni 1963 ist der Kanal unpassierbar.

## Geschichte
Der in den Jahren 1923 bis 1926 errichtete Kanal verband die wirtschaftlich aufstrebende Region um den Salzwassersee Étang de Berre mit dem Großraum Marseille.
Über weitere Wasserwege, wie
- Canal de Caronte
- Canal de Fos à Port-de-Bouc
- Canal Saint-Louis oder Canal du Rhône à Fos

bestand eine Verbindung zur Rhône, die für die Binnenschifffahrt genutzt werden konnte.

## Verlauf

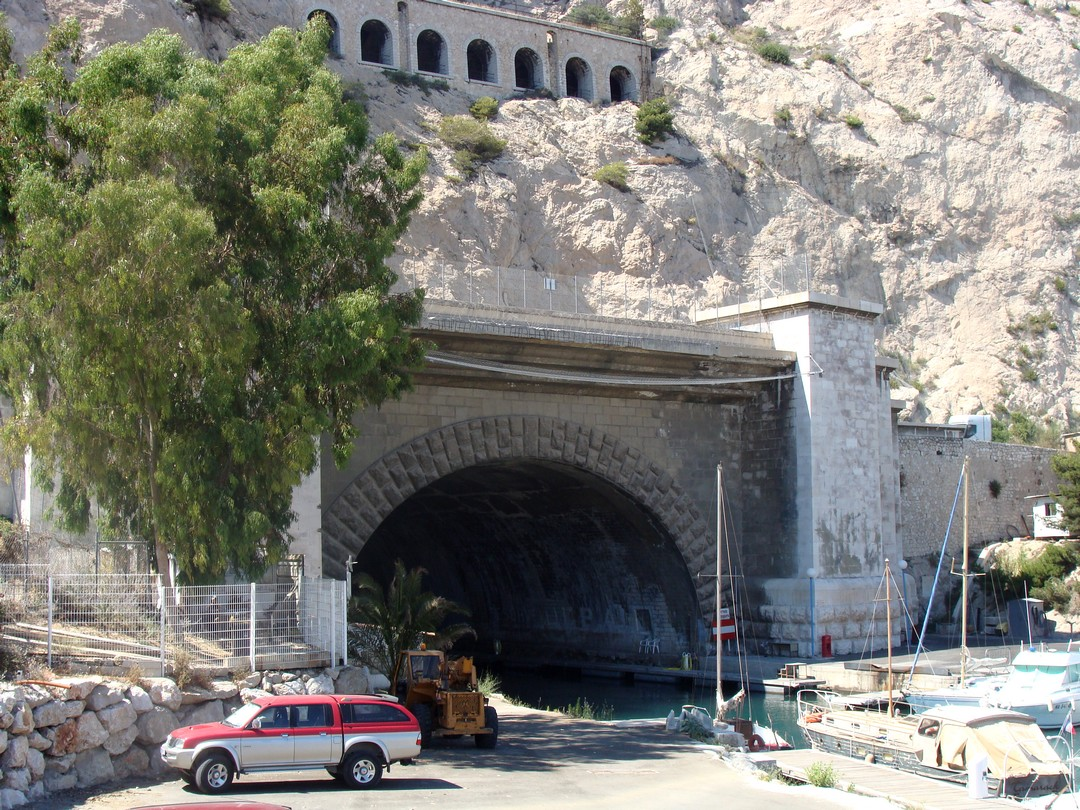
Südostportal des Tunnel du Rove

Er beginnt beim Port de la Lave im Nordwestabschnitt des Hafens von Marseille, wo er mit dem Tunnel du Rove das Estaque-Gebirge in nordwestlicher Richtung durchquert. Nach einer Tunnellänge von 7,1 Kilometer erreicht er das Gemeindegebiet von Marignane und verläuft dort weitere 3,4 Kilometer an der Oberfläche. Schließlich mündet er in den Étang de Bolmon, einen Lagunensee, dem er – durch Deiche gegen die offenen Seite geschützt – Richtung Westen folgt. Bei Châteauneuf-les-Martigues wechselt er in den Étang de Berre, den er ebenso eingedeicht bis Martigues begleitet. Hier erreicht er den Anschluss an den Canal de Caronte und beendet seinen eigenständigen Verlauf.

### Koordinaten
- Ausgangspunkt des Kanals: 43° 21′ 35″ N, 5° 17′ 38″ OKoordinaten: 43° 21′ 35″ N, 5° 17′ 38″ O
- Endpunkt des Kanals: 43° 24′ 16″ N, 5° 3′ 29″ O

### Orte am Kanal
- Marseille
- Marignane
- Châteauneuf-les-Martigues
- Martigues